# 真鶴トンネル (真鶴道路)
真鶴トンネル（まなづるトンネル）は、神奈川県足柄下郡湯河原町から真鶴町にかけての真鶴半島直下を通る道路トンネルである。全長4.5kmの真鶴道路のうち約1.5kmを占める。坑口付近で河川の下をくぐる構造のため、トンネル延長のうち2/3が海抜ゼロメートル以下を走る。

## 歴史
真鶴道路の第1期区間（旧道区間）は1959年に開通、その後湯河原海岸部分の拡幅事業である第2期区間が完成した。第1期区間は真鶴駅前を平面交差で通っており、しばしば渋滞が発生していた。その対策として、真鶴半島を橋梁とトンネルでショートカットする第3期区間が1969年に事業許可を受けた。両坑口付近には相模湾にそそぐ小規模な河川があり、立体交差の方法が設計上の課題となった。オーバーパスとした場合は高架橋で相模湾の眺望が阻まれ、旅館や飲食店などの観光産業への影響が懸念されたことからアンダーパスが採用された。1970年3月に着工したが、自動車の排気ガスによる公害問題と、発破による振動問題のため、1973年から2年半にわたり工事中止が余儀なくされた。真鶴トンネルや岩大橋を含む真鶴道路3期区間（新道区間）3.4kmは1982年4月5日に開通。東京・横浜方面から湯河原温泉・伊豆半島方面へのアクセスが大幅に向上した。2005年に日本道路公団から神奈川県道路公社に移管され、旧道区間は2008年9月4日に無料開放したが、新道区間は真鶴トンネルの排水設備や橋梁の耐震補強など維持管理費が高額になるため、維持管理有料制度に基づき引き続き有料道路として通行料金を徴収する。

## 構造と施工
小田原・真鶴側と熱海・湯河原側双方の坑口を河口近くの河川下部をくぐる形状としたことから、両坑口付近の計画高は海面下となった。ポンプによる強制排水の必要性や、地下水の影響を極力避けるため中央部付近を高くし、W字型の勾配を持つ線形とした。現地の地質は箱根火山を起源とする安山岩を主体とし、表面に関東ローム層、坑口付近はスコリア層となっている。一軸圧縮強度100N/mm2以上の安山岩では発破掘削が不可欠であったが、土かぶりが比較的浅く人家が点在しているため、明かり区間で試験発破を行ったのち、分割発破による制御発破が計画実施された。導坑の掘削においては、恵那山トンネルの導坑掘削用に開発された発破併用馬蹄型掘進機が導入されたが、同機は凝灰岩などの軟質地山を施工対象としていることから、適した地盤が想定より少なかった真鶴トンネルでの施工実績は200m程度にとどまった。
トンネル延長のうち2/3にあたる1,020mが平均海面以下となり、サグ部分では海面下4mの位置が掘削された。先行工事では導坑から、海水の混ざった毎分20m3の湧水があり、これを半分程度に抑えることを目標として、懸濁型セメントや水ガラス系の薬液を注入して止水が行われた。東西2か所に湧水をためる水槽が設けられ、排水ポンプでトンネル外に排出される。東側（真鶴側）は水槽容量136m3。45kwの自吸式ポンプ3台を備え、常時排水量毎分5m3、最大排水量毎分13.5m3。一般下水路に放流する。西側（湯河原側）は水槽容量143m3。30kwの自吸式ポンプ3台で、常時排水量毎分5.9m3、最大排水量毎分14.7m3の能力を持ち、河川に放流する。排水には海水が混ざるためポンプや配管にはステンレス鋼が使われ、火災発生時等の消火用水も処理可能な排水能力を持つ。トンネル内の換気方式は縦流式選択集中排気が採用され、高さ35mの換気塔を持つ東換気所と、高さ71mの換気塔と集塵装置を備えた西換気所が設けられている。トンネル内は再放送設備によりAMラジオが受信可能である。湯河原側坑口上部は公園として利用され、近接して福浦インターチェンジがある。真鶴側坑口には岩インターチェンジがあるが、いずれも小田原市方面からの出口と小田原方面への入り口を持つハーフインターチェンジであるため、岩ICから真鶴トンネルを利用することはできない。トンネル内は津波浸水想定区域であり、前後の湯河原大橋・岩大橋および西換気所が一時避難場所に指定されている。

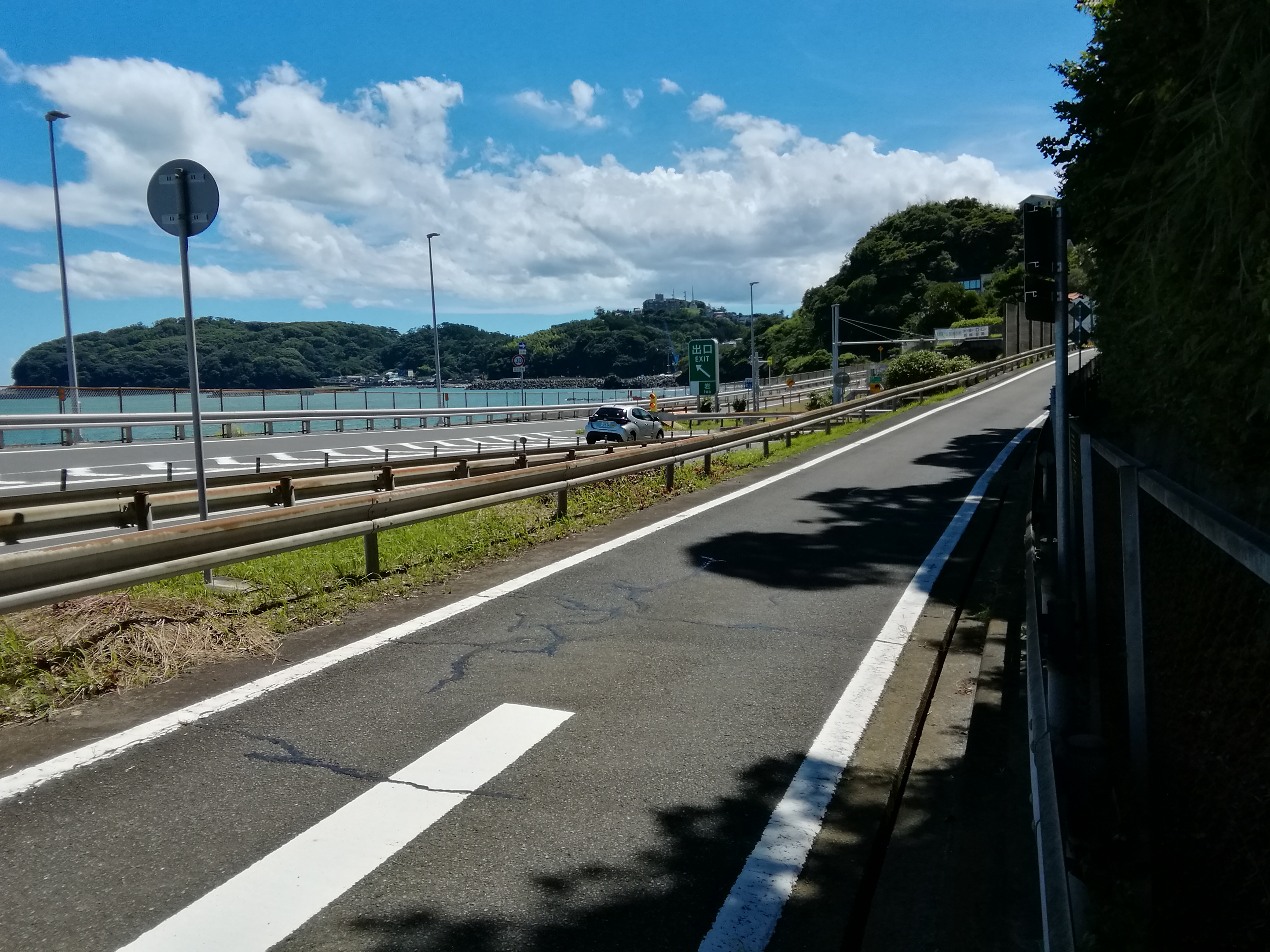
岩IC付近。出入路の間の本線がトンネルへ潜る。
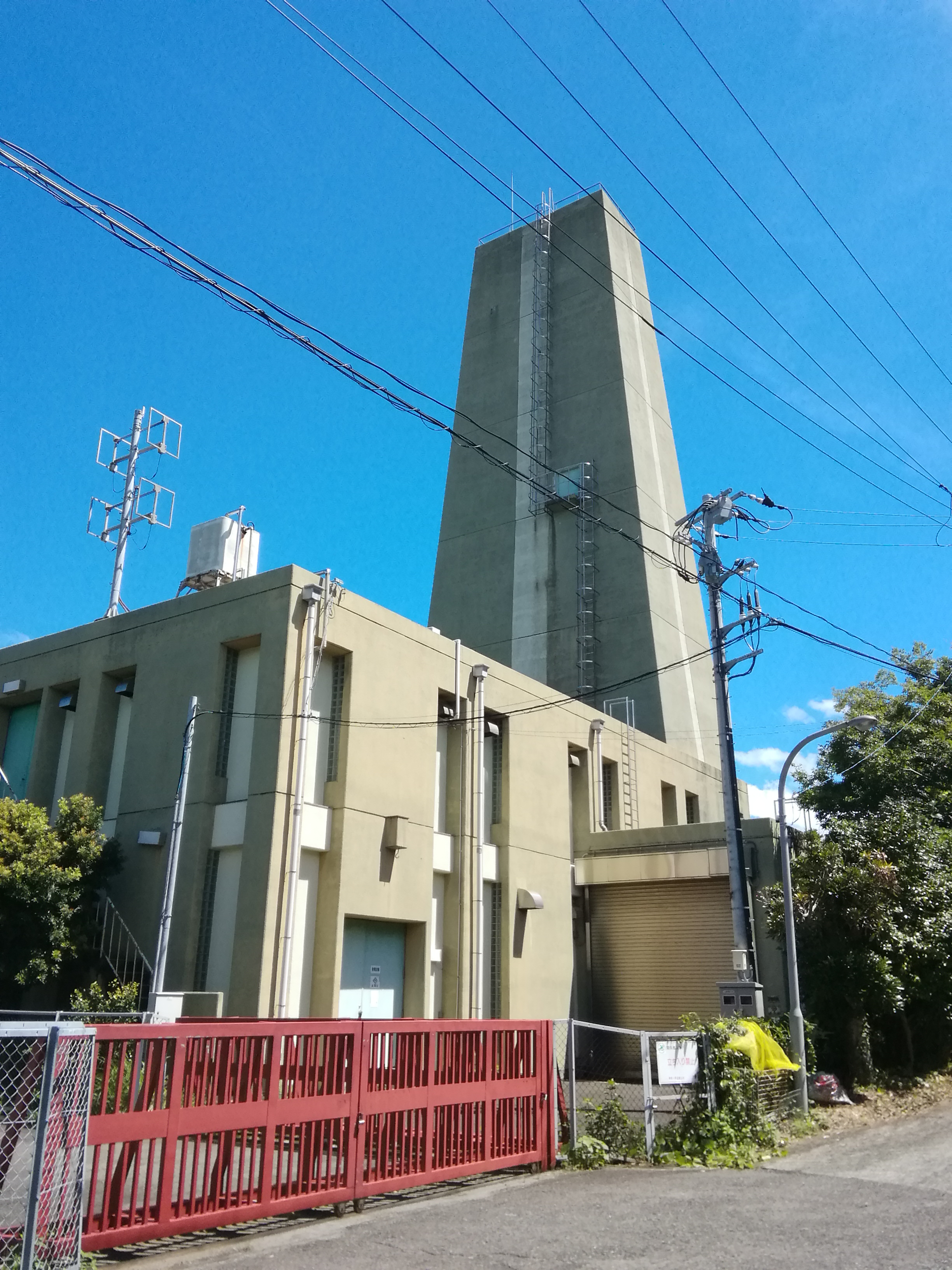
真鶴側の東換気所。
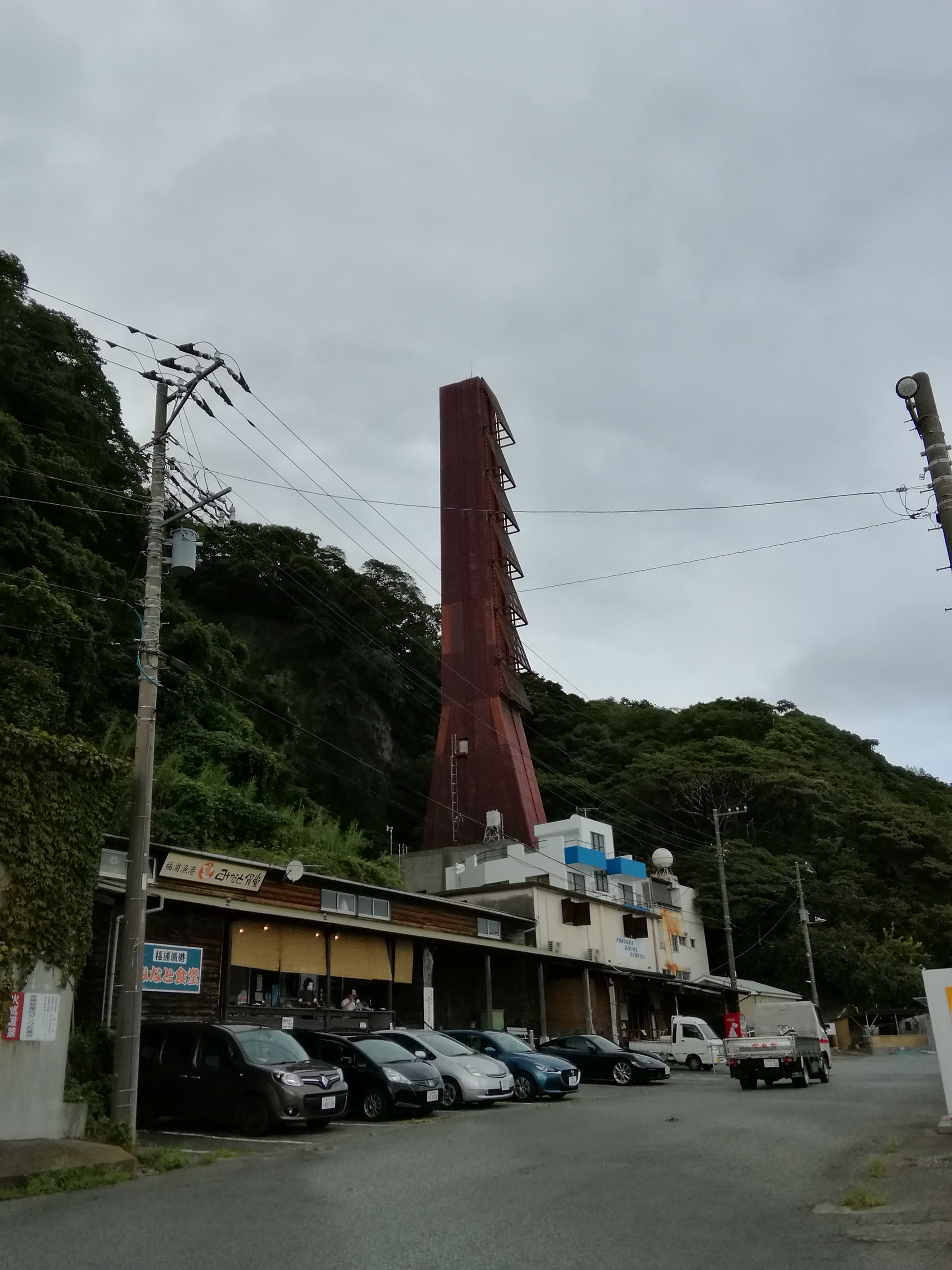
湯河原側の西換気所の近くには、福浦漁港の地魚を出す飲食店がある。
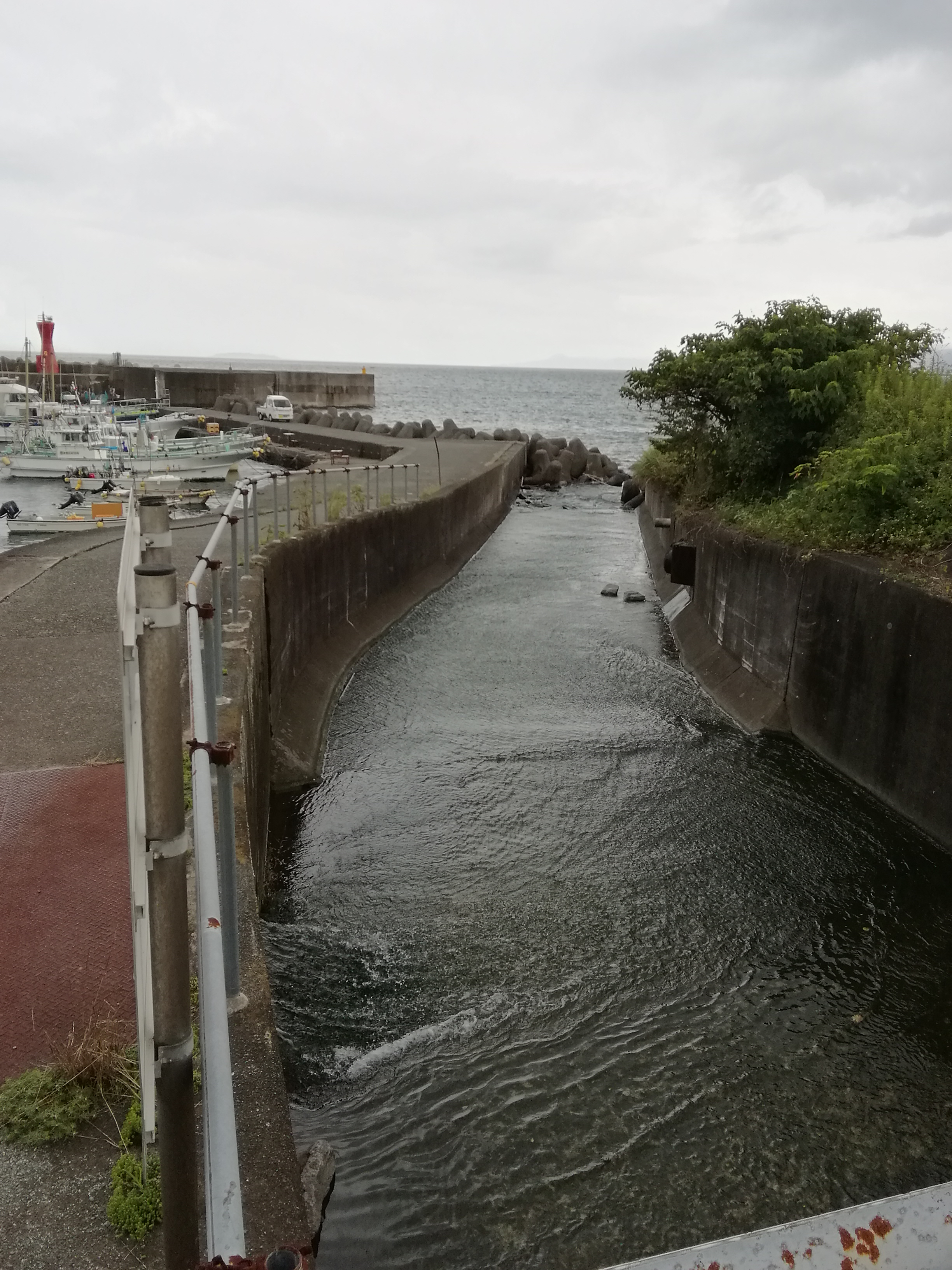
音無川河口付近。この川を避けるため、海抜下にトンネルが掘られた。
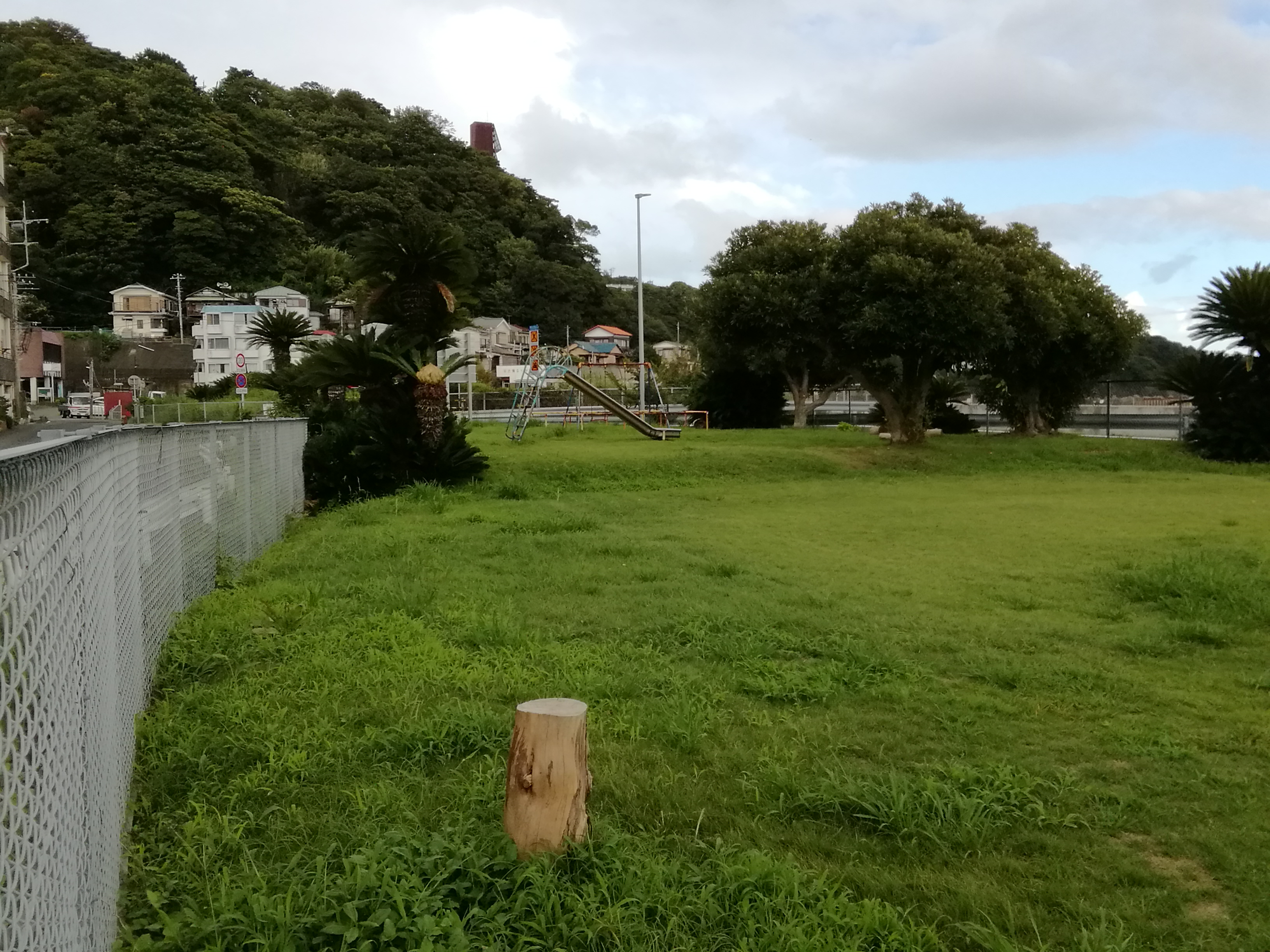
湯河原側坑口上部の福浦公園。